# Le Tchékiste (film)
Pour plus de détails, voir Fiche technique et Distribution.
Le Tchékiste (Чекист, Tchekist) est un film russe réalisé par Alexandre Rogojkine, sorti en 1992.

## Synopsis
Le film montre le travail d'une section de la police politique dans la Russie soviétique des années 1920 (la Tchéka) : l'extermination des « ennemis de classe ». Il s'inspire du livre Chtchepka (« Le galon »), écrit en 1923 par l'un des écrivains préférés de Staline : Vladimir Zazoubrine (1895-1937) afin de glorifier la Tchéka et l'un de ses officiers, Moïsseï Ouritski, assassiné en 1918 par un ennemi des bolcheviks. Ce livre, oublié depuis la déstalinisation puis retrouvé à la Bibliothèque « Lénine » de Moscou, a été réédité en 1990 et a inspiré ce film à Alexandre Rogojkine. Pour comprendre la toute-puissance de cette police politique dite « Commission extraordinaire » (en russe Tchéka) il faut se référer au bolchevik Martyn Latsis qui définit son travail dans le journal La Terreur rouge du 1er novembre 1918 : « La Commission extraordinaire n'est ni une commission d'enquête, ni un tribunal. C'est un organe de combat dont l'action se situe sur le front intérieur de la guerre civile. Il ne juge pas l’ennemi : il le frappe. Nous ne faisons pas la guerre contre des personnes en particulier. Nous exterminons la bourgeoisie comme classe. Ne cherchez pas, dans l'enquête, des documents et des preuves sur ce que l'accusé a fait, en acte et en paroles, contre le pouvoir soviétique. La première question que vous devez lui poser, c'est à quelle classe il appartient, quelle est son origine, son éducation, son instruction et sa profession. Ce sont ces questions qui doivent décider de son sort. Voilà la signification et l'essence de la Terreur rouge ».

## Fiche technique
- Titre original : Чекист
- Titre français : Le Tchékiste[2]
- Réalisation : Alexandre Rogojkine
- Scénario : Jacques Baynac
- Photographie : Valeri Mioulgaout
- Musique : Dmitri Pavlov
- Pays d'origine : Russie
- Format : Couleurs - 35 mm - Mono
- Genre : drame
- Durée : 91 minutes
- Date de sortie : 1992

## Distribution
- Igor Sergueïev : Andreï Sroubov
- Alexeï Polouïan : Ian Pepel
- Mikhaïl Wasserbaum : Isaak Katz
- Sergueï Issavnine : Semion Koudonogov
- Valeri Domratchev : Efim Solomine
- Alexandre Medvedev : Ivan Moudyna
- Viktor Khoziaïnov : Naoum Nepomniachtchikh
- Alexandre Kharachkevitch : Alexeï Boje
- Nina Oussatova